# 信义郡
信义郡，中国南北朝时设置的郡。
南朝梁天监六年（507年）置信义郡，治所在南沙县（今江苏省常熟市西北）。辖境约当今江苏省常熟市及昆山市西部分地。属南徐州。下辖南沙县、常熟县、信义县、海阳县、前京县、海虞县、兴国县、海盐县。隋灭南陈后废，属县合并为常熟县，属苏州。